# Uvaria schizocalyx
Uvaria schizocalyx este o specie de plante angiosperme din genul Uvaria, familia Annonaceae, descrisă de Cornelis Andries Backer. Conform Catalogue of Life specia Uvaria schizocalyx nu are subspecii cunoscute.